# كارل درير
كارل درير (بالألمانية: Carl Dreher؛ بالإنجليزية: Carl Dreher) هو مهندس ومهندس الصوت نمساوي وأمريكي، ولد في 16 فبراير 1896 في فيينا في النمسا، وتوفي في 13 يوليو 1976 في نيويورك في الولايات المتحدة.

## وصلات خارجية
- كارل درير على موقع IMDb (الإنجليزية)